# Важкі метали
Важкі метали — нечітко визначена група елементів з металічними властивостями, що зазвичай включає перехідні метали, деякі металоїди, лантаноїди і актиноїди.

## Визначення
Історично було запропоновано багато визначень цього терміна, деякі засновані на густині, інші на атомному номері або атомній масі, ще інші на хімічних властивостях або токсичності. У технічній доповіді IUPAC термін «важкі метали» був названий «безглуздим та збиваючим з пантелику» через суперечливі визначення та відсутність «когерентної наукової основи» під ним. Залежно від контексту, «важкими металами» можуть називатися навіть елементи, легші за вуглець, але не називатися деякі набагато важчі метали. Деякі джерела визначають «важкі метали» як «звичайні перехідні метали, такі як мідь, свинець і цинк, що можуть викликати забруднення довкілля з численних джерел, включаючи присутність в нафті, промислові викиди та кислотні дощі». Існує також практично синонімічний термін «токсичні метали», для якого також не існує чіткого визначення.
За Опейдою Й. О. важкий метал — метал, що належить до 5 та 6 періодів d-блоку.
Початково використання терміна пов'язане із виявленням шкідливих впливів на довкілля, котрі спричиняють метали кадмій, ртуть та свинець, котрі є важчими за залізо (у 2,0—3,7 разів за атомною масою та у 1,1—1,7 за густиною). Класичне розуміння терміна «важкі метали» сьогодні включає хром, кобальт, нікель, мідь, цинк, миш'як, селен, срібло, кадмій, стибій, ртуть, талій і свинець, окремі сполуки яких можуть бути досить токсичними. Разом із тим варто вказати, що, наприклад, хром легший за залізо на 10 % як за атомною масою, так і за густиною, а селен не лише має густину на рівні 61 % від заліза, але й відноситься до неметалів.

## Важкі метали в грунті: причини забруднення
Джерела потрапляння важких металів в грунт можуть бути природними і техногенними. Природним джерелом важких металів є гірські породи, на продуктах вивітрювання яких формується ґрунтовий покрив.